# Bombylius brunettii
Bombylius brunettii är en tvåvingeart som beskrevs av Senior-white 1922. Bombylius brunettii ingår i släktet Bombylius och familjen svävflugor.
Artens utbredningsområde är Sri Lanka. Inga underarter finns listade i Catalogue of Life.